# Military Park Building
El Military Park Building en Newark, Nueva Jersey es uno de los primeros rascacielos construidos en el centro de la ciudad. Diseñado por el estudio de arquitectura Polhemus & Coffin de Nueva York, fue el edificio más alto de Nueva Jersey desde su finalización en 1926 hasta que fue superado en 1930 por el Eleven 80. Toma su nombre del cercano Military Park. También cerca se encuentran algunas de las instituciones más destacadas de la ciudad, como el Museo de Newark, el Centro de Artes Escénicas de Nueva Jersey, la Biblioteca Pública de Newark, la Sociedad Histórica de Nueva Jersey y la Universidad Rutgers. Es atendido por la estación Military Park del Tren Ligero de Newark.
El Military Park Building es propiedad de Berger Organization, con sede en Newark, que lo adquirió a finales de 2007. Berger anteriormente había sido socio minoritario en el edificio de 21 pisos de 23.225 metros cuadrados. Las renovaciones completadas en 2010 mejoraron el vestíbulo, el edificio principal y los ascensores, e introdujeron un gimnasio y una sala de conferencias para los inquilinos. Ese proyecto también estableció un comercio minorista a nivel de la calle accesible tanto desde el exterior como desde el interior del edificio.